# Краснолукский сельсовет
Краснолукский сельсовет — административная единица на территории Чашникского района Витебской области Республики Беларусь. Административный центр — агрогородок Краснолуки.

## Состав
Краснолукский сельсовет включает 21 населённый пункт:
- Адамовка — деревня
- Бардилово — деревня
- Богданово — деревня
- Волосачи — деревня
- Горавки — деревня
- Дворище — деревня
- Дубовый Лог — деревня
- Елешовка — деревня
- Забоенье-1 — деревня
- Забоенье-2 — деревня
- Заесье — деревня
- Замошье — деревня
- Колеченко — деревня
- Краснолуки — агрогородок
- Круглица — деревня
- Крывки — деревня
- Латыголичи — деревня
- Лужки — деревня
- Михалово — деревня
- Рудное — деревня
- Черная Лоза — деревня

Упразднённые населённые пункты на территории сельсовета:
- Лябики — деревня
- Студенка — деревня